# Capnella fructosa
Capnella fructosa is een zachte koraalsoort uit de familie Nephtheidae. De koraalsoort komt uit het geslacht Capnella. Capnella fructosa werd voor het eerst wetenschappelijk beschreven door author unknown. 